# Robert Jendrusch
Robert Jendrusch (* 28. Mai 1996 in Schlema) ist ein deutscher Fußballtorwart.

## Karriere
Jendrusch begann seine Karriere als Fußballer 2001 beim SV Auerhammer in Aue. Nach einem Jahr in der Jugend des Vereins wechselte zum FC Erzgebirge Aue, bei dem er in Folge sämtliche Jugendmannschaften durchlief. Noch als A-Jugendlicher debütierte er am 16. März 2014 in der zweiten Mannschaft des Vereins bei der 0:2-Niederlage gegen die zweite Mannschaft von Energie Cottbus unter Trainer Robin Lenk.
Zur Saison 2015/16 wurde Jendrusch in den Kader der ersten Mannschaft von Erzgebirge Aue aufgenommen und bildete mit Mario Seidel das Ersatzduo für Stammtorwart Martin Männel im Kader des Drittligisten. Sein erstes Spiel für die erste Mannschaft absolvierte er am 15. November 2015 beim 8:0-Sieg im Sachsenpokal gegen die SG Taucha 99. Sein Debüt in der 3. Liga absolvierte er unter Trainer Pavel Dotchev am 14. Mai 2016 in der 3. Liga beim 3:0-Heimsieg gegen Preußen Münster. Durch eine Verletzung von Stammtorwart Männel kam er am 21. September 2016 zu seinen Debüt in der 2. Bundesliga. Beim 1:1-Unentschieden gegen Arminia Bielefeld wurde er in der 40. Minute für den verletzten Männel eingewechselt. Nachdem er in den folgenden Spielen nicht überzeugen konnte und ihm einige Patzer unterliefen, verpflichtete der Erzgebirger Verein den zuvor vereinslosen Daniel Haas. Jendrusch rückte daraufhin wieder ins zweite Glied. Nach der Genesung von Männel bildete Jendrusch gemeinsam mit Daniel Haas erneut das Ersatzduo für den Stammtorwart, so kam er in der nachfolgenden Saison 2018/19 zu zwei weiteren Einsätzen und in der Saison 2019/20 zu einem weiteren Einsatz für die Auer in der 2. Bundesliga.
Nach Ablauf seines Vertrags wechselte der Sachse eine Liga tiefer zum Vorjahresrelegationsteilnehmer FC Ingolstadt 04, dessen Ersatzkeeper Marco Knaller den Verein seinerseits verlassen hatte. Er wurde die Nummer 2 hinter Fabijan Buntić und absolvierte am 27. März 2021 sein erstes Pflichtspiel für den FC Ingolstadt im bayerischen Landespokal gegen 1860 München und unterlag diesem im Elfmeterschießen nach 2:2 in der Verlängerung.
Im Sommer 2022 wechselte er in die Regionalliga West zum 1. FC Kaan-Marienborn.

## Erfolge
FC Erzgebirge Aue
- 2016: Aufstieg in die 2. Bundesliga
- 2016: Sieger im Sachsenpokal